# Florentius von Straßburg
Der heilige Florentius von Straßburg (* im 6. Jahrhundert; † bald nach 600 in Straßburg) war Bischof von Straßburg. Florentius (lat. „der Blühende“) gilt als Patron gegen Bruch- und Steinleiden, außerdem ist er Viehpatron. Sein Fest wird am 7. November gefeiert. Er gilt als Gründer der Klöster St. Thomas in Straßburg und Niederhaslach.

## Lebensdaten
In der Legende ist Florentius Zeitgenosse Dagoberts I. (König von 629/30-639). Jedoch nimmt Florentius in dem um 870 entstandenen Straßburger Bischofskatalog den Platz zwischen Arbogast und Ansoald ein. Während die Lebensdaten Arbogasts genauso wie die des Florentius nicht gesichert sind, nahm Ansoald im Oktober 614 an einer fränkischen Synode teil. Demnach war Florentius um die Jahrhundertwende im Amt. Bei später ansetzenden Lebensdaten (auch bei jenen des Arbogast) wird der Legende mehr Gewicht beigemessen. Dabei ist grundsätzlich zu bedenken, dass auch die Gründungsurkunde des Klosters Niederhaslach, die von Dagobert ausgestellt war, bereits eine mittelalterliche Fälschung ist.

## Vita
Von Florentius gibt es eine legendenhafte Lebensbeschreibung, deren älteste schriftliche Fassung um 1170–80 in Niederhaslach entstand.
Florentius, ein iro-schottischer Mönch, kam danach nach langer Wanderung im Elsass an, wo er sich an der Hasel niederließ. Dort begann er, den Boden umzupflügen und Saat auszustreuen, und nicht lange danach versammelten sich die Tiere des Waldes bei ihm. Die Stelle heißt noch heute „Mättlein des Florentius“.
In der Nähe, in Kirchheim, residierte König Dagobert, dessen Tochter von Geburt an stumm und blind war. Als die Jäger des Königs im Wald zur Jagd gingen, fanden sie kein einziges Tier. Da stießen sie auf Florentius, der die Tiere um sich gesammelt hatte, und hielten ihn für einen Zauberer. Sie schlugen ihn mit Fäusten und Stöcken und nahmen ihm sein Werkzeug. Auf dem Rückweg gerieten sie in einen Sumpf und blieben darin stecken. Da erkannten sie die Heiligkeit des Florentius und bereuten ihre Tat. Sie kehrten zu ihm zurück, um ihm sein Werkzeug wiederzugeben und sich ihm zu Füßen zu werfen.
Als der König von dieser Tat hörte, ließ er den Gottesmann zu sich in die Pfalz Kirchheim holen. Noch bevor Florentius die Pfalz betrat, wurde die stummblinde Tochter des Königs geheilt. Der König und seine Gemahlin konnten dies vor Freude kaum fassen und dankten Florentius. Da niemand da war, der ihm seinen Mantel abnahm, warf Florentius diesen auf einen Sonnenstrahl, der ihn sogleich trug.
Aus Dankbarkeit übertrug der König dem Einsiedler die Stelle, wo er residierte, samt so viel Land, wie Florentius während der Dauer eines Bades des Königs mit seinem Esel umreiten konnte. Alsbald umritt der Heilige mit solcher Schnelle ein Gebiet, das nicht einmal ein Rennpferd in doppelter Zeit geschafft hätte. Als er wieder beim König ankam, war dieser gerade mit dem Bade fertig, so dass Florentius ihm die Handschuhe reichen konnte. Der König übertrug gemäß seinem Versprechen ihm den Besitz, woraufhin Florentius dort ein der Gottesmutter geweihtes Kloster errichtete.
Als der Straßburger Bischof St. Arbogast starb, wurde Florentius zu seinem Nachfolger gewählt. Nachdem er eine lange Zeit ein guter Bischof gewesen war, der beim Volk sehr beliebt gewesen war, verstarb er. Sein Leib wurde in der Kirche, die er bei Lebzeiten leitete, bestattet.
In der Zeit, als Rachio Bischof von Straßburg war, ließ dieser die Gebeine des Florentius nach Haslach übertragen und ordnete an, dass auch er selbst dort begraben werden wollte.

## Reliquientranslation und Reliquienstreit
Wie in der Legende berichtet wird, wurde Florentius im St.-Thomas-Stift in Straßburg beigesetzt, jedoch wurde der Leichnam im Jahre 810 durch Bischof Rachio nach Niederhaslach transferiert. Die Translation erfolgte am 7. November, und für dieses Datum ordnete er zukünftig ein Translationsfest für die ganze Diözese an.
Tatsächlich ist das Translationsfest seit der Jahrtausendwende überliefert. Der älteste Vermerk findet sich in einem Kalender des St. Thomas-Stiftes zu Straßburg, der um 1000 entstanden ist (heute München, Staatsbibliothek, Cod. lat. 27 129). Doch im 12. Jahrhundert entstand ein Streit zwischen Niederhaslach und dem St. Thomas-Stift, welches immer noch für sich beanspruchte, die Reliquien zu besitzen. Bischof Burchard, ehedem Propst zu Haslach, entschied diesen Streit zugunsten Haslachs, als er die dortigen Reliquien am 25. und 26. Oktober 1143 öffnen ließ und eine Bleitafel mit der Aufschrift Ego Rachio dei gratia Argentinesis episcopus Florentium confessorem et episcopum VII id. Novembris in Avellanu transtuli, et hunc diem solemnem banno constitui. amen. vorfand. Dass die Bleitafel im Zusammenhang mit der Reliquienprüfung angefertigt wurde, macht alleine die zweimalige Öffnung des Schreins am 25. und 26. Oktober wahrscheinlich; die Tafel wurde erst am zweiten Tage entdeckt.
Heute befinden sich die Reliquien in einem barocken Schrein in einer Nische an der Nordseite des Chores. Direkt darunter befindet sich ein spätgotischer Grabstein des Bischofs Rachios.

## Florentius in der Kunst
In der Kunst erscheint er in Bischofstracht oder als Einsiedler mit Tieren.

### Einzeldarstellungen
Als älteste Darstellung des Florentius gilt ein Steinrelief (um 1160), welches sich im Garten eines ehemaligen Propsteigebäudes in Niederhaslach befand. Es wird um 1160 datiert. Der Besitzer verkaufte das Relief um 1930 in die USA, wo es sich heute im Depot eines Museums für Moderne Kunst befinden soll.
Weitere frühe Darstellungen gibt es im Straßburger Münster (Glasfenster im südlichen Querhaus, um 1240) und im Chor der Stiftskirche Niederhaslach (Glasfenster, um 1280).

### Zyklen
An der Stiftskirche Niederhaslach gibt es zwei Kunstwerke, die die Vita des Florentius erzählen: Am Tympanon über dem Hauptportal der Kirche werden sieben Szenen seines Lebens gezeigt (Relief, um 1320), im Inneren der Kirche zeigt ein Glasfenster im südlichen Seitenschiff zwölf Szenen (um 1350/60). In beiden Zyklen wird auch die Reliquientranslation verbildlicht. Die einzelnen Szenen zeigen:

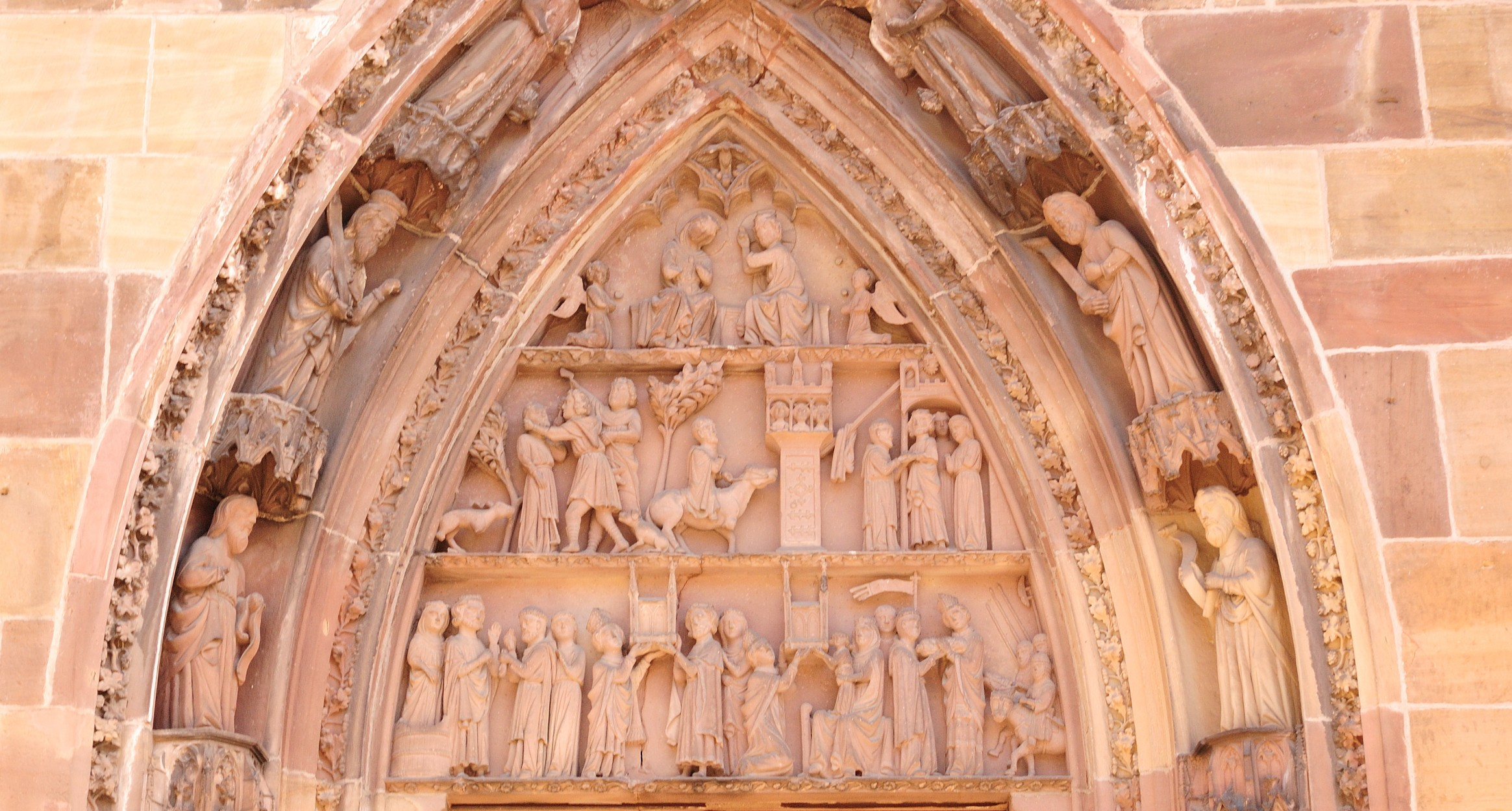
Tympanon der Stiftskirche Niederhaslach

- Florentius als Eremit im Haslacher Forst,
- Florentius wird von den Jägern des Königs misshandelt,*
- Die Jäger des Königs zeigen Reue und geben Florentius sein Werkzeug zurück,
- Florentius reitet zur Pfalz des Königs,*
- Die Heilung der Königstochter,*
- König Dagobert dankt dem Heiligen, der seinen Mantel an einem Sonnenstrahl aufgehängt hat,*
- Florentius reicht dem König nach dem Bad die Handschuhe,
- Die Übertragung des Klosters durch den König,*
- Florentius weiht das Kloster der Muttergottes,*
- Florentius wird Bischof zu Straßburg,
- Bestattung des Heiligen,
- Übertragung der Reliquien im Jahre 810 durch Bischof Rachio.*

(*: im Tympanon und im Fenster zu sehen)